# Wordie Point
Wordie Point är en udde i Sydgeorgien och Sydsandwichöarna (Storbritannien). Den ligger i den östra delen av Sydgeorgien och Sydsandwichöarna.
Terrängen inåt land är huvudsakligen bergig, men österut är den kuperad. Havet är nära Wordie Point åt sydväst.  Det finns inga samhällen i närheten. 